# Stray (videogioco)
Stray (lett. "randagio") è un videogioco di avventura dinamica del 2022 sviluppato da BlueTwelve Studio e pubblicato da Annapurna Interactive per PlayStation 4, PlayStation 5 e Microsoft Windows. Il gioco è stato successivamente pubblicato per Xbox One e Xbox Series X e Series S nell'agosto del 2023, e per Nintendo Switch a novembre del 2024.
La storia narra le vicende di un gatto randagio che decide di tornare in superficie dopo essere precipitato in una voragine ed essersi ritrovato in una città sotterranea popolata da robot, macchine e batteri mutanti noti come Zurk. Nel corso delle sue avventure, il protagonista verrà aiutato da un drone di nome B12.

## Trama
Il gioco, diviso in capitoli, comincia con un gruppo di gatti randagi intenti a esplorare l'esterno abbandonato e ricoperto di vegetazione del muro di una grande costruzione. Durante il percorso però uno dei gatti cade in un profondo baratro separandosi dai compagni.
Risvegliatosi in un tunnel fognario, il gatto segue due piccoli esseri attraverso una porta rinforzata apertasi da sola, ritrovandosi in una enorme città abbandonata sotterranea. Durante l'esplorazione il gatto viene attaccato da una sciame di creature note come Zurk e durante la fuga, aiutato da misteriosi segnali luminosi, si ritrova in un vecchio appartamento.
Il gatto riattiva i computer presenti nell'appartamento e permette ad una misteriosa intelligenza artificiale di scaricarsi in un piccolo drone volante. L'IA vedendo nel gatto il suo salvatore rivela di chiamarsi B12 ed essere rimasto intrappolato nel sistema elettrico della città per innumerevole tempo e di avere perso la maggior parte della sua memoria. Le uniche cose che ricorda sono che lavorava per uno scienziato umano e la sua missione è quella di spalancare la volta della città liberando chi vi è dentro.
Dopo un altro attacco degli Zurk, il gatto e B12 si ritrovano nei bassifondi della città dove fanno la conoscenza dei Compagni, robot aiutanti degli umani ormai rimasti liberi dopo la scomparsa di questi ultimi e di cui hanno preso le abitudini creando una loro civiltà. Grazie alla traduzione di B12, il gatto comunica con i robot scoprendo la loro volontà di uscire dalla citta in quello che chiamano l'Oltre, creduto un mito. Per questo un gruppo di Compagni, chiamati gli Oltreggiosi (Outsiders nell'originale) si era imposto la missione di trovare una via di uscita. Il gatto così fa la conoscenza di uno di loro, Momo, che però ha perso tutte le speranze nell'Oltre dopo che il resto degli Oltreggiosi si era perduto dopo una missione e lui non era riuscito a ricontattarli a causa del suo debole trasmettitore. Momo incarica così il gatto di usare l'antenna di un grande edificio posto in una zona infestata da Zurk.
Durante la missione sui tetti dei bassifondi, B12 riacquista grazie al gatto lentamente la memoria. La città, chiamata Citta Murata 99 era stata uno dei rifugi dell'umanità dopo una misteriosa catastrofe. La città si era in seguito divisa in Bassifondi e Infracittà, per i più ricchi, creando un grande divario sociale tra i cittadini. Per ovviare al problema dei rifiuti, l'azienda principale della città, la 'Neco Corp.', aveva creato gli Zurk. In seguito a causa di un'epidemia tutti gli esseri umani sono morti.

## Modalità di gioco
Nel corso del gioco, che è presentato attraverso una prospettiva in terza persona, il giocatore deve farsi strada camminando, arrampicandosi e saltando su piattaforme, talvolta interagendo con l'ambiente circostante. Grazie a B-12, il protagonista può accumulare oggetti, hackerare le tecnologie sparse nel gioco e risolvere enigmi. Durante il gioco il gatto deve eludere gli Zurk e le Sentinelle antagoniste, che tentano di ucciderlo.

## Sviluppo

La città murata di Kowloon ispirò le ambientazioni del gioco.

Lo sviluppo di Stray è iniziato nel 2015 ad opera di Studio Koola e Viv, i fondatori della BlueTwelve che volevano perseguire un progetto indipendente dopo aver lavorato presso la Ubisoft Montpellier e hanno avviato una collaborazione con Annapurna Interactive per pubblicare il gioco. L'estetica di Stray è ispirata alla città murata di Kowloon che, stando agli sviluppatori, un gatto potrebbe esplorare in ogni dove. Il gameplay è invece ispirato ai gatti dei due sviluppatori Murtaugh e Riggs; nel corso della creazione del gioco, il team di sviluppo ha analizzato attentamente le immagini e le movenze di vari gatti. Stando ai creatori di Stray, impersonare un gatto offrirebbe interessanti opportunità per progettare dei livelli, questo sebbene avesse causato qualche difficoltà nel realizzare un design e un gameplay bilanciati. La decisione di popolare il mondo con personaggi robotici ha ulteriormente influenzato la trama e i retroscena del gioco.

## Accoglienza
Stray ha ricevuto recensioni molto positive grazie all'estetica visiva che offre, la modalità di gioco, la trama, la colonna sonora e gli elementi platform. Per contro, la critica si è divisa tra coloro che hanno apprezzato e chi no le sequenze di combattimento e quelle stealth.

### Riconoscimenti
Stray ha vinto il videogioco dell'anno PlayStation ai 40º Golden Joystick Awards. È stato nominato per sei premi ai The Game Awards 2022, inclusi videogioco dell'anno e miglior direzione videoludica; vincendo il miglior videogioco indipendente e il miglior debutto per un videogioco indipendente.
- 2022 – Golden Joystick Awards[16]
  - Videogioco dell'anno PlayStation
- 2022 – The Game Awards[17][18]
  - Candidatura per il videogioco dell'anno
  - Miglior videogioco indipendente
  - Miglior debutto per un videogioco indipendente
  - Candidatura per la miglior direzione videoludica
  - Candidatura per la miglior direzione artistica
  - Candidatura per il miglior videogioco d'avventura dinamica
- 2023 – British Academy Video Games Awards[19]
  - Candidatura per il miglior gioco
  - Candidatura per la migliore animazione
  - Candidatura per il miglior sonoro
  - Candidatura per il miglior gioco di debutto
  - Candidatura per la miglior colonna sonora
  - Candidatura per la miglior storia
  - Candidatura per la miglior proprietà originale
  - Candidatura per la miglior realizzazione tecnica
  - Candidatura per il miglior gioco dell'anno EE